# 永康镇 (中卫市)
永康镇，是中华人民共和国宁夏回族自治区中卫市沙坡头区下辖的一个乡镇级行政单位。

## 行政区划
永康镇下辖以下地区：
杨滩村、上滩村、北滩村、南滩村、刘湾村、永丰村、艾湾村、永康村、永南村、沙滩村、徐庄村、乐台村、景台村、阳沟村、丰台村、达茂村、城农村、彩达村、双达村、永新村、校育川村、党家水村和永乐村。